# Válečné reparace
Válečné reparace jsou odškodným placeným po válce poraženým státem vítěznému státu či vítězným státům. Plnění reparací může být ve formě peněžité i nepeněžité. Placení reparací po skončení války bývá dohodnuto mírovou smlouvou.

## Novodobé reparace
- Francie platila reparace Německu po prohrané prusko-francouzské válce v roce 1870
- reparace placené Německem po první světové válce vítězným mocnostem (zejména Spojenému království, Francii a USA)
- reparace po druhé světové válce
- německé reparace Polsku
- německé reparace Řecku
- reparace mezi Izraelem a Západním Německem

## Reparace po francouzsko-pruské válce
Na konci francouzsko-pruské války v letech 1870/1871 německá armáda odhadovala náklady války na 1 miliardu tolarů. Již v září roku 1870 Otto von Bismarck napsal v oficiálním memorandu státnímu ministerstvu: „Bude naším úkolem usilovat o co největší příspěvek, který bude dostatečný pro všechny účely, až bude uzavřen mír “. Dne 26. února 1871 Bismarck prosadil nárok na reparaci ve výši 5 miliard franků v 1450 tunách ryzího zlata v předběžném míru ve Versailles. Tento požadavek se stal pak součástí Frankfurtského míru v květnu 1871. Podle pevného měnového poměru 1 pruského tolaru ku 3,75 frankům činily francouzské válečné dluhy přibližně 1,33 miliardy pruských tolarů. Protest Británie přišel příliš pozdě. Obsazení čtyř departementů a opevnění Paříže německými jednotkami mělo zajistit, že Třetí republika bude ochotna zaplatit. Platby umožnily ekonomickou prosperitu Německé říše po jejím založení. Část zlata byla až do roku 1914 uložena v Juliově věži Spandauské citadely jako válečný poklad.

## Německé reparace po první světové válce
Německé reparace po první světové válce musely být zaplaceny Německem podle Versailleské smlouvy z roku 1919. Konečná výše a doba trvání reparací nebyly specifikovány ve Versailleské smlouvě, ale měla je určit reparační komise vybavená dalekosáhlými kontrolními funkcemi bez německé účasti. Snížení, odložení a nakonec ukončení plateb reparací byly primárními cíli tehdejší německé zahraniční politiky . 
Versailleská smlouva původně stanovila, že Německo by mělo zaplatit 20 miliard zlatých marek - to odpovídalo více než 7 000 tunám zlata v té době - ve splátkách v průběhu let 1919, 1920 a až do dubna 1921 včetně.[rozpor] V dubnu 1920 Nejvyšší spojenecká rada rozhodla, že Německo je v prodlení s dodávkami a platbami uhlí.[ujasnit] V červnu 1920 na Boloňské konferenci spojenci požadovali 269 miliard zlatých marek ve 42 ročních splátkách.[zdroj?]
V červenci 1920 na konferenci, na které se poprvé směli zúčastnit zástupci Německa, byl stanoven rozdělovací klíč, aby bylo jasné, jaký podíl reparačních plateb by měly jednotlivé země obdržet. Francie by měla získat 52%, Anglie 22%, Itálie 10% a Belgie 8%. Zásadní rozhodnutí kancléře Josepha Wirtha v roce 1921 splnit požadavky ukázalo, že je nelze splnit a otázku reparací nevyřešilo.[ujasnit] To se nepodařilo ani celé řadě dalších jednání a dohod. Otázka reparací zůstala nevyřešena  a zatímco německá vláda věřila, že vysoká inflace brání včasné platbě, západní mocnosti ne bezdůvodně obvinily Německo z úmyslného udržování vysoké inflace. Západní mocnosti byly ochotny udělit pouze individuální, krátké pozastavení plateb, delší pozastavení odmítly. Protože politika plnění nemohla vykazovat žádné výrazné úspěchy, byla v Německu stále více odmítána a vláda pod vedením Wilhelma Cuna ji proto v listopadu 1922 ukončila. Reparace přispěly k inflaci v Německu, protože bylo vytištěno více peněz. Například na podporu boje o Porúří se od ledna do října 1923 výdaje Říše zdvojnásobily ve srovnání se stejným obdobím předchozího roku, zatímco příjmy prudce klesly. Pouze 19,62 % výdajů Říše bylo pokryto příjmy, zbytek financovala tiskárna. K tomu se přidal rozšířený problém nouzových peněz, který navzdory zákazu dále podporoval hyperinflaci.
Meziválečná Výmarská republika byla pro splacení reparací nucena vydat státní dluhopisy. Nejdříve v roce 1924 na základě Dawesova plánu (tzv. Dawesovy dluhopisy) a následně v roce 1930 na základě Youngova plánu (tzv. Youngovy dluhopisy). Po druhé světové válce se tehdejší západní Německo zavázalo uvedené dluhopisy (vedle několika menších zahraničních dluhů) splatit.V roce 1953 byla uzavřena Londýnská dohoda o zahraničních dluzích Německa, v níž byly německé předválečné dluhy ohodnoceny na 13,5 miliard německých marek.
Protože část plateb byla vázána na sjednocení Německa, byla poslední splátka těchto dluhopisů uhrazena teprve v roce 2010. Odhady, kolik celkově Německo na válečných reparacích vyplatilo se mezi jednotlivými autory liší. Jedním z důvodů jsou nejasnosti ohledně směnných kurzů mezi zlatou markou, říšskou markou a německou markou.

## Reparace Rakouska po první světové válce
Povinnost Rakouska uhradit válečné reparace byla zakotvena v mírové smlouvě ze Saint-Germain podepsané 10. září 1919.
Výši reparací měla určit reparační komise. Téhož dne byla uzavřena Dohoda ze Saint Germain o příspěvku za osvobození, v níž se státy, které se po první světové válce osamostatnily od Rakouska-Uherska nebo rozšířily své území na úkor Rakouska-Uherska, zavázaly uhradit příspěvek na náklady spojené s osvobozením (contribution aux dépenses de libération), pro který se vžilo označení poplatek za osvobození. Maximální souhrnná výše příspěvku byla určena na 1,5 miliardy zlatých franků. Na Československo mělo připadnout maximálně 750 000 zlatých franků. Výši příspěvku pro jednotlivé státy měla určit reparační komise na základě předválečné ekonomické výkonnosti jednotlivých území.

## Německé reparace po druhé světové válce

### Právní stránka reparace
Nároky na reparace byly vzneseny již během druhé světové války, ale spojenci nebyli schopni se dohodnout na celkové částce na konferenci v Jaltě. V roce 1946 byla zabavena německá zahraniční aktiva, byly zabaveny i držby v cizí měně, zabaveny ochranné známky a patenty a demontáž byla provedena v souladu s Pařížskou reparační dohodou. Výpočet hodnoty těchto výběrů je obtížně určitelný a kontroverzní. Odhady zahraničních aktiv se pohybují od 315 milionů amerických dolarů do 20 miliard říšských marek. V roce 1953 bylo započtení všech do té doby přijatých reparací vyloučeno a vzhledem k možným nárokům na reparace byly označeny za zanedbatelné a německé straně bylo doporučeno, aby otázku reparací nechala odpočinout.
Postupimská dohoda z 2. srpna 1945 stanovila, že každá okupační mocnost by měla uspokojit své nároky na reparace rozebráním a dodáním zboží ze své vlastní okupační zóny. Vzhledem k tomu, že Sovětský svaz utrpěl největší válečné škody a německá průmyslová centra byla soustředěna v západních okupovaných oblastech, bylo mu uděleno právo na reparace i z ostatních zón. Na oplátku měl Sovětský svaz zlepšit potravinovou situaci v západních populačních centrech okupovaného Německa dodávkami potravin z východu. To brzy vyvolalo spor: Sovětský svaz odmítnul tyto dodávky provádět s dodávkami potravin. 25. května 1946 americký vojenský guvernér Lucius D. Clay ukončil dodávky na účet reparací z americké zóny do Sovětského svazu. Další dvě západní mocnosti jej následovaly. S počátkem studené války západní spojenci nejprve omezili demontáž a odložili své požadavky na reparace až do uzavření mírové smlouvy. Po pádu Berlínské zdi dosáhla Kohlova vláda následného urovnání německé otázky, pouze dohodou se čtyřmi hlavními vítěznými mocnostmi. V důsledku toho byly zcela nebo z velké části vyloučeny Polsko a Řecko. Smlouva dva plus čtyři z 12. září 1990, na níž se smluvní strany dohodly, že byla uzavřena „místo mírové smlouvy“, tedy neobsahuje žádná prohlášení o německých reparačních závazcích a spolková vláda zastává stanovisko, že je na to již příliš pozdě. To je považováno za „akt vyvažování podle mezinárodního práva“, protože je založen na Londýnské dluhové konferenci z roku 1953 a přechodná dohoda z roku 1954 uvádí, že otázka reparací může být pouze předmětem mírových jednání, na která bylo ještě příliš brzy.

### Realizace reparace
Reparace vyplácené pozdější NDR Sovětskému svazu až do roku 1948 spočívaly především v rušení průmyslových závodů. To se dotklo 2 000 až 2 400 nejvýznamnějších a nejlépe vybavených společností v sovětské okupační zóně. Do března 1947 bylo také rozebráno 11 800 kilometrů železniční trati a odvezeno do Sovětského svazu. To snížilo železniční síť o 48 procent ve srovnání s rokem 1938. Ztráta podstaty průmyslových a infrastrukturních kapacit v důsledku demontáže činila v roce 1944 celkem asi 30 procent prostředků, které byly v této oblasti k dispozici. Po přijetí Marshallova plánu západní Spojenci zmírnili své původní požadavky.
Od června 1946 začaly reparace demontáží a přesunem běžné výroby v rámci sovětských akciových společností, které v letech 1946 až 1953 činily 48 až 12,9 procenta (průměrně 22 procent) hrubého národního produktu každoročně. Reparace skončily po lidovém povstání 17. června 1953. Když byly reparace v roce 1953 prohlášeny za ukončené, zaplatila NDR nejvyšší výši reparací, jaké byly ve 20. století známy. Siegfried Wenzel, bývalý místopředseda Státní plánovací komise NDR, vyčíslil tyto reparace na celkem 99,1 miliardy DM (v cenách roku 1953) a reparace Spolkové republiky Německo na 2,1 miliardy DM (v cenách 1953). Tyto reparace prý tvořily 97 až 98 procent reparačního břemene pro Německo jako celek.
Z Jaltské konference pocházel požadavek Josifa Stalina na nucenou práci alespoň 4 milionů lidí, kteří měli pomáhat s obnovou Evropy. To znamenalo odvlečení několika miliónů lidí do SSSR na nucené práce do gulagů, kde jich zemřelo 600 tisíc až 1 milión, přičemž německý červený kříž stále eviduje 1,5 miliónu pohřešovaných. Malá část byla odvezena do jiných evropských zemí a USA.

### Řecké reparace
Reparace s Řeckem vychází z nucené půjčky Řecka Německu z roku 1942, která byla chápána jako záloha na okupační náklady, které Německá říše požadovala od Řecka u příležitosti německé okupace Řecka ve 2. světové válce.
V Pařížské dohodě o reparacích z roku 1946 spojenci stanovili, jaké reparace má Německo zaplatit a jak se mají mezi země rozdělit. Podíl Řecka na německých reparacích se odhadoval na 7,181 miliardy dolarů v cenách roku 1938. Řecko mělo také obdržet podíly na reparacích od okupačních mocností Itálie a Bulharska. Zúčastněné státy se dohodly, že všechny válečné nároky vůči německým vládním agenturám by měly být považovány za vyřízené. Řečtí zástupci ji podepsali 24. ledna 1946 a řecký parlament 30. prosince 1955. Řecko mohlo jako reparace použít německý zahraniční majetek v Řecku.

### Reparace s Polskem
Také reparace s Polskem jsou občas předmětem jednání. Dle německého názoru se Polsko vzdalo nároků na reparace již v roce 1953, a toto potvrdilo v roce 1970, kdy Varšava a Bonn podepsaly smlouvu o normalizaci jejich vztahů v rámci tzv. New Ostpolitik kancléře Willyho Brandta. 

### Reparace mezi Izraelem a Západním Německem
Tyto reparace byly Spolkovou republikou Německo podepsané 10. září 1952 a vstoupily v platnost 27. března 1953.

## Rusko-ukrajinská válka
V průběhu rusko-ukrajinské války schválilo Valné shromáždění OSN 14. listopadu 2022 rezoluci uznávající zodpovědnost Ruska za jeho invazi na Ukrajinu, včetně práva Ukrajiny na válečné reparace a požadující vznik mezinárodního mechanismu, který by umožnil jejich vymáhání. Rezoluci podpořilo 94 členských zemí, 14 bylo proti a 73 se hlasování zdrželo.